# Sobrassada

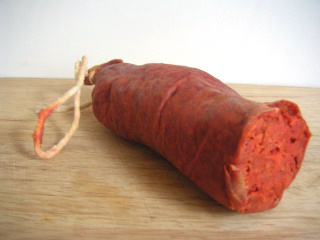
Sobrassada

La sobrassada è un salume tipico dell'isola di Maiorca, elaborato a partire da carne e grasso di maiale, paprica e sale e tutelato come Indicazione geografica protetta.

## Preparazione
La carne, macinata e mescolata con le spezie, va lasciata riposare per alcune ore dopo la macellazione e successivamente con essa si riempiono i budelli naturali e si lascia il tutto a stagionare. In questa fase si produce una lenta trasformazione del prodotto che perde parte del contenuto acquoso iniziale e inizia processi degradativi che donano al prodotto la sua consistenza e sapori finali.
Ogni famiglia ha le proprie peculiarità riguardo alla ricetta e ai metodi di preparazione, tuttavia una proporzione adeguata potrebbe essere la seguente:
- Carne magra: 50%
- Grasso: 50%
- Sale: 27/28 gr. per chilogrammo di impasto
- Paprica dolce: da 55 a 60 gr per chilogrammo di impasto.
- Paprica piccante: a piacere.

## Uso
Nella dieta tradizionale di Maiorca, la sobrassada e gli altri salumi similari costituivano la quasi totalità della frazione giornaliera di carne, mentre i piatti a base di carne fresca erano riservati solo ad occasioni speciali e alle festività. È ampiamente usata come antipasto oppure secondo.

## Vari tipi
A seconda del tratto di intestino utilizzato si possono distinguere le "longanisses" realizzate con intestino tenue e si consumano a partire da due settimane dal confezionamento generalmente previa cottura alla brace; le "culanas" o "bufetes" che normalmente impiegano sei mesi di stagionatura e infine il "bisbe", confezionato con la vescica, che si lascia seccare almeno un anno. Questi ultimi si consumano crude, spalmate su pane.

## Ricette imparentate con la sobrassada
La sobrassada è molto simile alla 'Nduja tanto che si ritiene che abbia origine dall'importazione di questa dalla Sicilia a Valencia quando l'isola faceva parte del Regno di Maiorca; nel nome ricorda la soppressata diffusa in Italia meridionale.